# Alessandro Franceschini
Pour les articles homonymes, voir Franceschini.
Alessandro Franceschini (né le 21 juin 1983  à Sansepolcro) est un joueur italien de volley-ball. Il mesure 1,97 m et joue central.

## Clubs
| Club                        | De        | À         |
| --------------------------- | --------- | --------- |
| Pallavolo Città di Castello | 2002-2003 | 2008-2009 |
| Cortone Volley              | 2009-2010 | 2011-2012 |
| Pallavolo Città di Castello | 2012-2013 | …         |

## Palmarès
- Championnat d'Europe 
  - Finaliste : 2013
- Challenge Cup (1)
  - Vainqueur : 2013
- Coppa Italia (1)
  - Vainqueur : 2014